# David Valadao
David Goncalves Valadao, né le 14 avril 1977 à Hanford (Californie), est un homme politique américain membre du Parti républicain, élu de Californie à la Chambre des représentants des États-Unis de 2013 à 2019, et depuis 2021.

## Biographie

### Jeunesse et débuts en politique
David Valadao naît et grandit à Hanford dans le comté californien de Kings,. Ses parents, originaires du Portugal, ont émigré aux États-Unis à la fin des années 1960. Il est agriculteur de profession.
De 2010 à 2012, il siège au sein de l'Assemblée de l'État de Californie pour le 30e district de l'État.

### Représentant des États-Unis
Lors des élections de 2012, David Valadao se présente à la Chambre des représentants des États-Unis dans le 21e district de Californie. Cette circonscription de la Vallée centrale est issue en partie des anciens 20e et 21e districts. Il remporte la primaire avec 57 % des suffrages face aux démocrates John Hernandez et Blong Xiong. Hernandez mène une mauvaise campagne et a des difficultés à lever des fonds. Valadao est élu représentant avec 16 points d'avance sur Hernandez (57,8 % des voix), alors que 55 % des électeurs du district votent le même jour pour Barack Obama.
En 2014, il est considéré comme vulnérable : son district, à 72 % hispanique, compte plus de démocrates que de républicains. Les démocrates pensent qu'Amanda Renteria est une meilleure candidate que John Hernandez en 2012. Valadao remporte cependant la primaire avec 63 % des suffrages, puis l'élection générale avec le même score que deux ans plus tôt. Il est candidat à un troisième mandat en 2016 mais semble à nouveau en danger. Il rassemble 55 % des voix lors de la primaire. En novembre, il affronte le démocrate Emilio Huerta, que la présence de Donald Trump sur le ticket républicain ainsi que des référendums sur la marijuana et les armes pourraient favoriser. David Valadao est finalement réélu avec 13 points d'avance sur le démocrate, alors que Trump est battu de 16 points dans le district.
David Valadao est supposé affronter Huerta en 2018, mais celui-ci se retire à quelques jours du dépôt des candidatures alors qu'il est le seul démocrate dans la course. TJ Cox, jusqu'alors candidat dans le 10e district voisin, change alors de circonscription. Lors de la primaire de juin, le représentant sortant devance largement le nouveau candidat démocrate, qu'il distance de 25 points. Durant la campagne, il est notamment attaqué par Cox pour son vote en faveur de l'abrogation de l'Obamacare. Le soir de l'élection, Valadao arrive en tête avec environ 5 000 voix d'avance. Plusieurs médias le déclarent vainqueur, mais plusieurs dizaines de milliers de votes par correspondance restent à dépouiller. Des semaines après les élections, Cox est finalement élu avec une marge de 862 voix, moins d'un point d'avance.
David Valadao tente un retour lors des élections de 2020. Il arrive largement en tête de la primaire, avec 50,1 % des voix contre 38,6 % pour Cox. Il est alors considéré par les républicains comme l'une de leurs meilleures chances de récupérer un siège démocrate en Californie. Alors que les démocrates attaquent Valadao en tentant de la comparer à Donald Trump, les républicains attaquent Cox pour ses problèmes d'éthique. Bien que Joe Biden remporte le district avec 11 points d'avance sur Trump, David Valadao prend sa revanche sur TJ Cox, qu'il devance d'environ 1 500 voix soit moins d'un point (50,4 % contre 49,6 %).

### Vie privée
En 2015, il est considéré comme l'élu le plus pauvre du  Congrès des États-Unis, avec 8,7 millions de dollars de dettes, notamment liées à ses activités de producteur laitier.

## Positions politiques
David Valadao est considéré comme un républicain plutôt modéré,. Il est en faveur d'une réforme de la politique d'immigration, soutenant notamment le DREAM Act.
Alors qu'il ne l'avait pas soutenu en 2016, David Valadao apporte son soutien à Donald Trump lors de l'élection présidentielle américaine de 2020. 
Le 13 janvier 2021, après l'assaut du Capitole des États-Unis par des partisans de Donald Trump le 6 janvier, qui fait cinq morts et des dizaines de blessés, la Chambre des représentants approuve la mise en accusation de Donald Trump pour « incitation à l'insurrection » par 232 voix (dont 10 républicains) contre 197,,. David Valadao fait alors partie, aux côtés de Liz Cheney, des 10 républicains qui se joignent aux démocrates pour voter la mise en accusation de Donald Trump. Il critique cependant la précipitation des démocrates à lancer cette procédure, sans attendre une enquête approfondie.